# 市原分岐点
市原分岐点（いちはらぶんきてん）は、千葉県市原市八幡海岸通にある、京葉臨海鉄道臨海本線の信号場。
当分岐点で臨海本線と、京葉市原駅方面への支線が分岐し、支線は大きく右へカーブして京葉市原方面に向かう。

## 歴史
- 1963年（昭和38年）9月16日：京葉臨海鉄道臨海本線開通時に開業。

## 周辺
- 市原橋 - 国道16号と千葉県道243号市原埠頭線の立体交差。
- 内房線八幡宿駅（東方に約800m）
- 山九千葉港支店市原八幡流通センター
- 大日本インキ化学工業千葉工場
- 八幡運河

## 隣の駅
京葉臨海鉄道
■臨海本線
千葉貨物駅 - 市原分岐点 - 浜五井駅
■臨海本線（支線）
市原分岐点 - 京葉市原駅